# Nicola Celio
Nicola Celio (* 19. Juni 1972 in Faido) ist ein ehemaliger Schweizer Eishockeyspieler. Er spielte während seiner gesamten Profikarriere beim HC Ambrì-Piotta.

## Karriere
Nicola Celio wurde 1972 in Faido als Sohn des Ambrì-Spielers Guido Celio geboren, sein Cousin ist Manuele Celio. Er machte eine Lehre als Autoelektriker. In der Nationalliga-A-Saison 1989/90 wurde er erstmals in der ersten Mannschaft des HC Ambrì-Piotta eingesetzt. Er wurde zuerst als Stürmer eingesetzt, später auch als Verteidiger und amtete als Mannschaftskapitän. Bis 2009 bestritt Celio 926 NLA-Spiele für Ambrì-Piotta und erzielte bei 82 Toren 250 Scorerpunkte. Nach seinem Rücktritt bei Ambrì ging er in die 2. Liga zum HC Chiasso. Die von ihm getragene Nummer 8 wird seither beim HCAP nicht mehr vergeben.
Für die Schweizer Eishockeynationalmannschaft bestritt Celio 15 Spiele, unter anderem an der Eishockey-B-Weltmeisterschaft im Jahr 1994 in Eindhoven.